# Conflicto de competencia (España)
En Derecho español, el conflicto de competencia puede hacer referencia a dos tipos de conflictos regulados en la normativa de este país

## Conflicto constitucional de competencia
El conflicto constitucional de competencia, es el que surge entre el Estado y una Comunidad Autónoma o entre dos comunidades, por controversias relativa a la titularidad de competencias o al ejercicio de las mismas. Se encuentra previsto en el artículo 161.1c. de la Constitución española que encomienda al Tribunal Constitucional el conocimiento «de los conflictos de competencia entre el Estado y las Comunidades Autónomas o de los de éstas entre sí». Su regulación se halla en el artículo 60 y siguientes de la Ley del Tribunal Constitucional (Ley Orgánica 2/1979, de 3 de octubre).

## Conflicto de competencia
El conflicto de competencia que se encuentra regulado en el artículo 42 de la Ley Orgánica 6/1985, de 1 de julio, del Poder Judicial, hace referencia a los conflictos que se producen entre órganos judiciales de distinto orden jurisdiccional (por ejemplo, Civil y Contencioso administrativo). Son resueltos por una sala especial del Tribunal Supremo, presidida por el presidente y compuesta por dos magistrados, uno por cada orden jurisdiccional en conflicto, que serán designados anualmente por la Sala de Gobierno. Actuará como secretario de esta Sala especial el de Gobierno del Tribunal Supremo. El orden jurisdiccional penal es siempre preferente, así ningún juez podrá plantear conflicto de competencia a los órganos de dicho orden jurisdiccional.